# Демишкан, Владимир Фёдорович
Влади́мир Фёдорович Демишка́н (род. 16 ноября 1949, Новоархангельск, Кировоградская область) — украинский государственный и политический деятель, депутат Верховной рады, глава Подкомитета по вопросам автомобильных дорог и дорожного хозяйства Комитета по вопросам транспорта и связи Верховной рады, бывший глава Государственной службы автомобильных дорог Украины.

## Биография
Родился 16 ноября 1949 года в посёлке Новоархангельск Кировоградской области.
Женат. Имеет четверо детей.

### Образование
Окончил Донецкий политехнический институт (1987) по специальности «Автомобили и автомобильное хозяйство».
Кандидат технических наук — кандидатская диссертация «Усовершенствование управления состоянием автодорог в условиях ограниченных ресурсов» (Харковский государственный автомобильно-дорожный технический университет, 2000), доцент (2003).
Академик Транспортной академии Украины (1998).

### Деятельность
- В 1967—1969 годах — слесарь, водитель АТП № 10963, г. Брянка Луганской области.
- В 1969 году — водитель Раздольнянского межколхозстроя, пгт Раздольное Крымской области.
- В 1969—1985 годах — водитель АТП № 10963, г. Брянка Луганской области.
- В 1985—1996 годах — начальник автоколонны, директор АТП № 10963 города Брянка Луганской области.
- В 1996—1998 годах возглавлял Луганское облуправление по строительству, ремонту и эксплуатации автодорог. Был депутатом Луганского облсовета.
- С сентября 1998 по сентябрь 1999 года — заместитель Министра транспорта Украины[2][3].
- В 1999—2001 годах — начальник Киевского областного управления по строительству, ремонту и эксплуатации автодорог («Киевоблавтодор»).
- В 2001—2003 и 2006—2007 годах — председатель Государственной службы автомобильных дорог Украины «Укравтодор». В «перерыве» некоторое время возглавлял Национальную акционерную компанию «Украгролизинг». В 2007 году в ноябре стал депутатом 6 созыва от партии партия регионов, в декабре 2007 будучи депутатом был членом комитета по транспорта и связи.
- В апреле 2010 года, вскоре после избрания Президентом Украины Виктора Януковича, был назначен главой Винницкой облгосадминистрации[4].
- 26 мая 2010 года ушёл с этого поста и вновь был назначен на должность главы «Укравтодора»[5]. До 4 февраля 2011 года нарушая закон совмещал эту должность с депутатской.
- С декабря 2012 года — депутат Верховной рады седьмого созыва, глава Подкомитета по вопросам автомобильных дорог и дорожного хозяйства Комитета по вопросам транспорта и связи Верховной рады. Член фракции Партии Регионов, группы «Экономическое развитие» (с 24.02.2014 года).

## Награды и звания
- Награждён орденами «За заслуги» III (2000[6]), II (2002[7]) и I (2012[8]) степеней, юбилейной медалью «10 лет независимости Украины» (2001).
- Почётная грамота Верховной Рады Украины (2002).
- Являлся одним из основателей клуба охотников «КЕДР»[9] — клубе 28 друзей Президента Януковича